# (32231) 2000 OT27
2000 OT27 (asteroide 32231) é um asteroide da cintura principal. Possui uma excentricidade de 0.11626710 e uma inclinação de 16.29518º.
Este asteroide foi descoberto no dia 23 de julho de 2000 por LINEAR em Socorro.